# TVQ 규슈 방송
TVQ규슈방송(일본어: TVQ九州放送)은 1991년 4월 1일 설립된 방송국으로 후쿠오카의 5번째 민영방송국이므로, TXN 지역 민방 네트워크 가맹국이다.
약칭은 TVQ, 가상채널번호는 7번, 콜사인은 JOTY-DTV이다.

## 연혁
- 1990년 6월 18일：텔레비전 예비 면허 교부
- 1990년 9월 1일：주식회사 티·엑스·엔 규슈(TVQ)를 설립.
- 1991년 4월 1일：텔레비전 방송 개시.
- 2001년 1월 1일：주식회사 티·비·큐 규슈방송으로 회사명 변경.약칭 TVQ를 회사명으로 채용했다.
- 2006년 7월 1일：지상파 디지털 텔레비전 방송 개시.
- 2010년 10월 1일 : 등기부상의 회사명을 주식회사 TVQ규슈방송(株式会社TVQ九州放送)으로 변경.
- 2011년 7월 25일: 지상파 아날로그 텔레비전 방송 종료.

## TV 채널

### 송신소
- 후쿠오카 26ch(Digital) 19ch(Analog)

### 중계소
- 기타큐슈 27ch(D) 23ch(A)
- 구루메 26ch(D) 14ch(A)
- 오무타 26ch(D) 19ch(A)
- 유쿠하시 27ch(D) 19ch(A)
- 무나카타 26ch(D) 61ch(A)
- 다자이후 45ch(A)

## 특징
- TXN 계열 방송국 중 TV 홋카이도에 이어, 가장 제일 늦게 개국한 지역 민방이며 TXN 계열국 중 자사 명의로 제작한 애니메이션을 만든적이 없다.
- 원래 'TV 규슈'라는 이름을 사용하려고 했으나, 케이블TV 사업자인 'TV 규슈'와 혼동되어 'TXN 규슈'로 정했으며 2001년 1월 1일 'TVQ규슈 방송'으로 사명을 바꾸었다.
  - 그러나 개국 당시부터 약칭은 TVQ였다.
- 개국 초기 후쿠오카, 유쿠하시, 구루메, 오무타 지역 가정에 설치된 UHF 안테나의 대부분이 채널 30번에서 62번만 수신 가능한 모델이 많아 이 안테나를 설치한 가정에서는 선명하게 시청하기 어려웠다고 한다.
- 일본에서 최초로 한국드라마를 방영했다.(1996년 10월 방송)
- 개국 당시 중계국 미설치 문제로 일부 지역에서는 시청할 수 없었으며 이러한 현상은 디지털방송 시작이후 중계국을 늘리면서 많이 해결되었다.
- 기타큐슈시에도 본사가 존재하고 있다.

### 기타큐슈 시에도 본사가 존재하는 이유
1974년 TV 니시닛폰이 본사를 후쿠오카시로 이전한 이후 민영방송국의 본사가 없어진 기타큐슈시가 본사 유치를 결정해 후쿠오카시와 관민 전체의 쟁탈전이 되었다.
( 「4대 1인가, 5대 0인가」(이)라고 하는 신문 광고까지 게재되었을 정도였다).
최종적으로는 모회사인 니혼케이자이 신문의 서부 지사가 후쿠오카시에 있는 것을 근거로 해서 본거지를 후쿠오카시에 두게 되었지만, 기타큐슈시에도 스튜디오를 갖춘 기타큐슈 본사를 마련하는 것으로 타협했다.
하지만, 기타큐슈 본사의 스튜디오가 프로그램에서 사용되는 일이 많지 않아 사실상 지사로 취급되고 있는 것이 실정이다.

## 후쿠오카현에 있는 다른 방송국

### 텔레비전 방송국
- NHK 후쿠오카 방송국(후쿠오카·지쿠고 지역 관할)
- NHK 기타큐슈 방송국(기타큐슈·지쿠호 지역 관할)
- 규슈 아사히 방송(KBC)(라디오 방송국 겸영, TV는 TV 아사히 계열국, 라디오는 NRN계열국)
- RKB 마이니치 방송(rkb)(라디오 방송국 겸영, TV는 도쿄 방송 계열국, 라디오는 JRN계열국)
- 후쿠오카 방송(FBS)(니혼 TV 계열)
- TV 니시닛폰(TNC)(후지 TV 계열)

### 라디오 방송국
- CROSS FM(JAPAN FM LEAGUE계열, 기타큐슈 시내에 본사있음)
- FM후쿠오카(JFN 계열)
- Love FM(MegaNet 계열)